# São Lourenço do Sul
São Lourenço do Sul là một đô thị thuộc bang Rio Grande do Sul, Brasil. Đô thị này có diện tích 2036,13 km², dân số năm 2007 là 42321 người, mật độ 20,79 người/km².